# Diosdado Macapagal
Diosdado Macapagal y Pangan (Pampanga, 28 de septiembre de 1910-Makati, 21 de abril de 1997) fue un político filipino. Vicepresidente de Filipinas de 1957 a 1961 y Presidente del 30 de diciembre de 1961 al 30 de diciembre de 1965. Fue padre de Gloria Macapagal Arroyo, que ocupó la presidencia filipina de 2001 a 2010.
Una coalición de liberales y de progresistas lo eligieron presidente de las Filipinas en 1961. Se centró en la lucha contra la corrupción que había en el gobierno. Intentando estimular el desarrollo económico, fue aconsejado por partidarios ricos y consiguió que el peso filipino se manejase en el libre comercio. Esta política derrochó millones de pesos de la Tesorería del Estado año tras año durante su administración. Sus esfuerzos por la reforma se vieron bloqueados por los nacionalistas que dominaron la Cámara de Representantes y el Senado en aquel momento. En 1965, Ferdinand Marcos lo derrotó en las elecciones presidenciales.

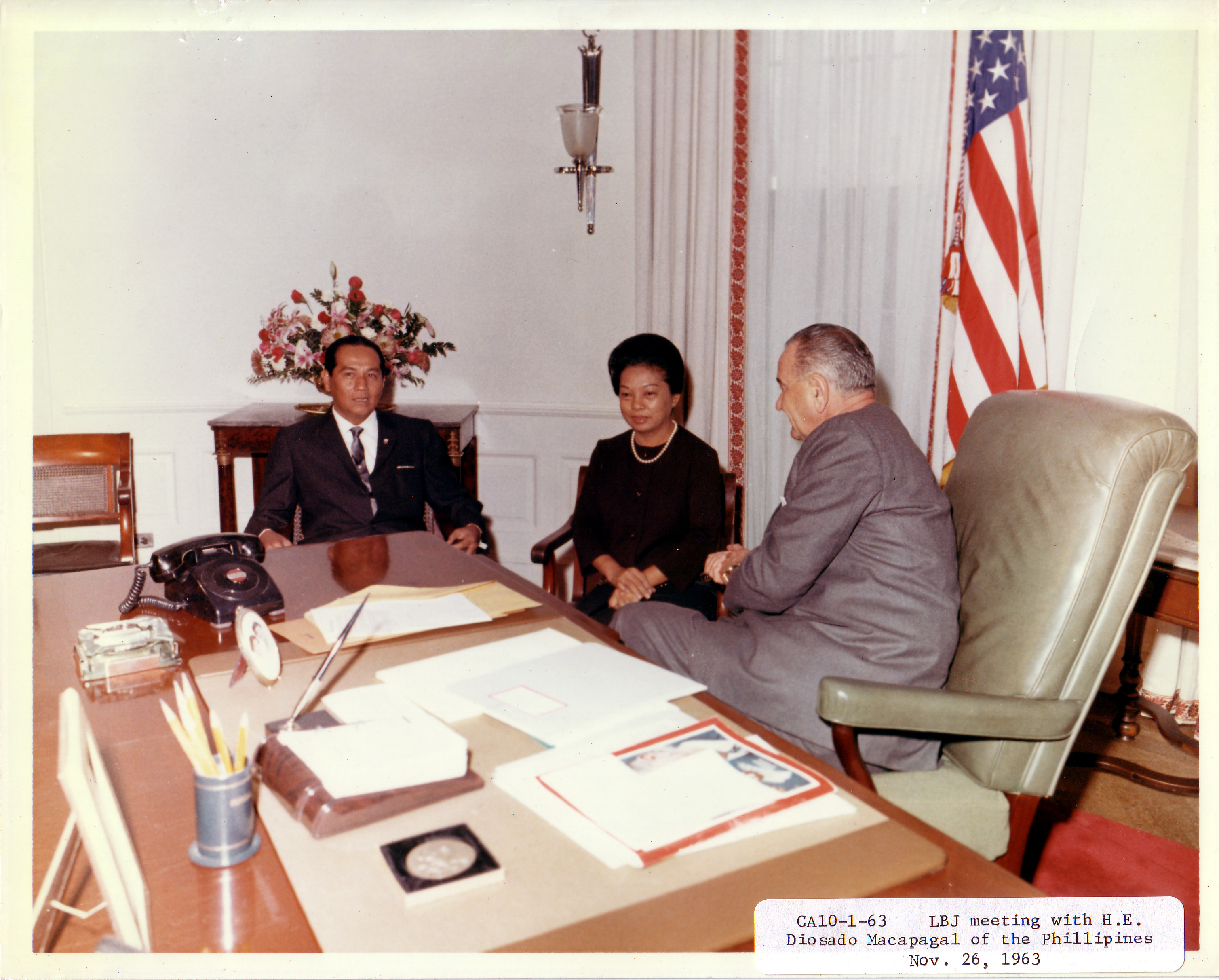
Macapagal con el presidente estadounidense Lyndon B. Johnson.

Antes de que su carrera política comenzara, era abogado en Manila. Ayudó a la resistencia contra los japoneses durante la Segunda Guerra Mundial. En 1948 sirvió como segundo secretario a la embajada filipina en Washington D. C. En 1949 lo eligieron a la cámara de representantes, en donde sirvió hasta 1956. Durante ese tiempo, fue tres veces representante de las Filipinas en la Asamblea General de las Naciones Unidas. En 1957, como miembro del Partido Liberal, fue nombrado vicepresidente bajo la legislalatura del presidente Carlos García, del Partido Nacionalista.
En 1962 visitó Madrid, España, donde lo recibió el general Francisco Franco, quien lo condecoro con la Orden de Isabel la Católica. Una de las visitas de estado muy importante que recibió fue la de su homólogo, el  presidente de México, Adolfo López Mateos a quien hizo una invitación, esto debido a que México participó en la guerra del pacífico para la liberación de Filipinas, del dominio de los japoneses.
Al igual en 1963, asistió junto al presidente de Francia, Charles De Gaulle al funeral del Asesinado presidente de los Estados Unidos, John F. Kennedy. Diosdado Macapagal fue también un reputado poeta en lengua castellana, si bien su obra poética se ha visto eclipsada por su biografía política. En 1979 formó la Unión Nacional en oposición al régimen de Marcos. Su hija, Gloria Macapagal Arroyo, fue presidenta del país.